# Park Yang-gye
Park Yang-gye (박양계?; 10 maggio 1961) è un'ex cestista sudcoreana.

## Carriera
Con la Corea del Sud ha disputato i Campionati mondiali del 1983 e le Olimpiadi del 1984.